# Königliches Gericht Roßwein
Das Königliche Gericht Roßwein war ein Gericht im Königreich Sachsen mit Sitz in Roßwein.

## Geschichte
Die Abschaffung der Patrimonialgerichtsbarkeit wurde im 19. Jahrhundert intensiv diskutiert. Nach der Märzrevolution sollten die Untergerichte im Königreich Sachsen völlig neu organisiert werden. Mit dem Gesetz, die Umgestaltung der Untergerichte … betreffend vom 23. November 1848 wurde geregelt, dass die königlichen Landgerichte, Justizämter, Justiariate und Kammergutsgerichte, die Patrimonialgerichte, die Municipalgerichte und das Universitätsgericht in Leipzig aufgehoben werden sollen. Stattdessen sollten einheitlich Bezirksgerichte geschaffen werden. Dieses Gesetz wurde jedoch in der Reaktionsära nicht umgesetzt.
Am 18. August 1853 beschloss der Stadtrat der Stadtgemeinde Roßwein die Gerichtsbarkeit der Stadt an den Staat abzutreten. Die Stadt wirkte bis dahin als Untergericht, die Ober- und Erbgerichtsbarkeit der Stadt wurde vom Justizamt Nossen ausgeübt. Am 1. September 1853 wurde das Königliche Gerichts Roßwein eröffnet. Neben der Gerichtsbarkeit der Stadt wurden ihm 19 weitere Orte aus dem Bezirk des Justizamtes Nossen überwiesen. Es war sowohl für Gerichtsbarkeit und Verwaltung zuständig.
Im Jahr 1856 wurden die Patrimonialgerichte der Rittergüter Choren, Deutschenbora, Hermsdorf mit Kobelsdorf, Ilkendorf, Otzdorf und Saalhausen aufgehoben und dem Königlichen Gericht Roßwein übertragen.
Zum 1. Oktober 1856 wurde das Königliche Gericht Roßwein aufgehoben und seine Aufgaben dem Gerichtsamt Roßwein übertragen.